# East Crooked Lake (Florida)
East Crooked Lake ist ein See im Lake County im US-Bundesstaat Florida. Er liegt 43 m über dem Meeresspiegel und bedeckt eine Fläche von 61,5 ha. Eine Landzunge trennt ihn im Westen vom West Crooked Lake. 
Der See liegt in urbanem Gebiet und zusammen mit den benachbarten Seen West Crooked Lake und Lake Nettie (im Norden) in einer Enklave, die von der Stadt Eustis vollständig umgeben ist. Die Enklave ist kein Teil des Stadtgebietes, sondern gehört zum unincorporated area des Lake County.

## Belege
1. ↑  East Crooked Lake. In: Geographic Names Information System. United States Geological Survey, United States Department of the Interior, abgerufen am 11. April 2011 (englisch).
2. ↑  Karte des Zensus 2000 der Stadt Eustis (Seite nicht mehr abrufbar, festgestellt im April 2018. Suche in Webarchiven)  Info: Der Link wurde automatisch als defekt markiert. Bitte prüfe den Link gemäß Anleitung und entferne dann diesen Hinweis.